# Икосаэдральная симметрия
| · Симметрии-инволюции · Cs, (*) · [ ] =           | · Циклическая симметрия · Cnv, (*nn) · [n] =     | · Диэдральная симметрия · Dnh, (*n22) · [n,2] =   |
| Группы многогранников, [n,3], (*n32)              |                                                  |                                                   |
| · Тетраэдральная симметрия · Td, (*332) · [3,3] = | · Октаэдральная симметрия · Oh, (*432) · [4,3] = | · Икосаэдральная симметрия · Ih, (*532) · [5,3] = |

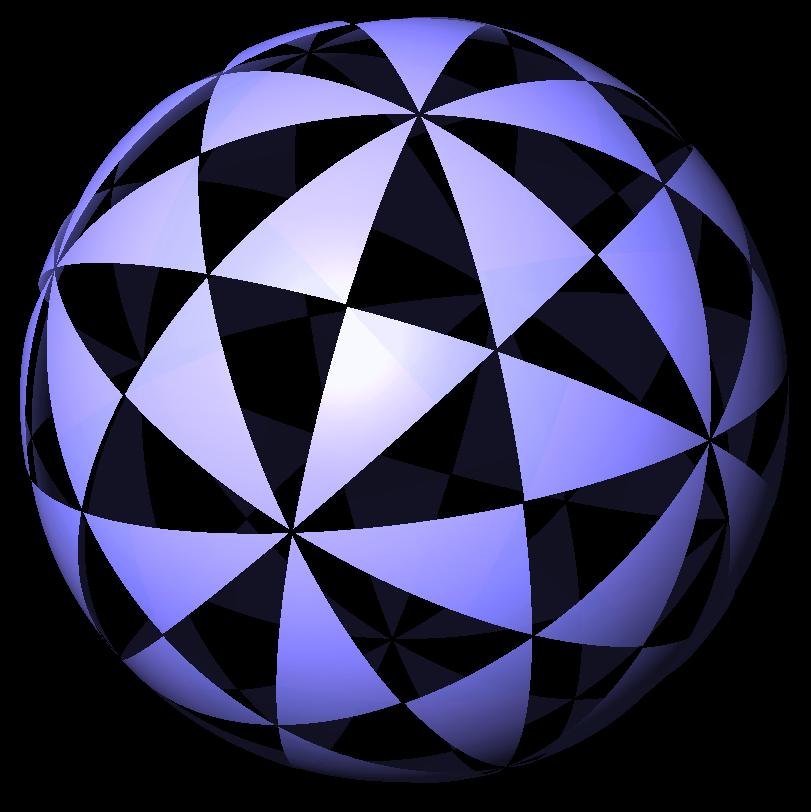
Фундаментальные области икосаэдральной симметрии

Футбольный мяч, пример сферического усечённого икосаэдра, имеет полную икосаэдральную симметрию.

Правильный икосаэдр имеет 60 вращательных (или сохраняющих ориентацию) симметрий и имеет порядок симметрии 120, включая преобразования, которые комбинируют отражение и вращение. Правильный додекаэдр имеет тот же набор симметрий, поскольку он двойственен икосаэдру.
Набор сохраняющих ориентацию симметрий образует группу, которую обозначают A5 (знакопеременная группа на 5 буквах), а полная группа симметрии (включающая отражения) является произведением A5 {\displaystyle \times } Z2. Последняя группа известна также как группа Коксетера H3 и представляется в нотации Коксетера как [5,3] и имеет диаграмму Коксетера — Дынкина .

## Как точечная группа
Кроме двух бесконечных семейств призматической и антипризматической симметрии, вращательная икосаэдральная симметрия или хиральная икосаэдральная симметрия хиральных объектов и полная икосаэдральная симметрия или ахиральная икосаэдральная симметрия являются дискретными точечными симметриями (или, эквивалентно, симметриями на сфере) с наибольшей группой симметрии.
Икосаэдральная симметрия не совместима с трансляционной симметрией, так что нет ассоциированных кристаллографических точечных групп или кристаллографических групп.
| Шёнфлис | Коксетер | Коксетер                            | Орбифолд | Абстрактная структура         | Порядок |
| ------- | -------- | ----------------------------------- | -------- | ----------------------------- | ------- |
| I       | [5,3]+   | node_h2 · 5 · node_h2 · 3 · node_h2 | 532      | A5                            | 60      |
| Ih      | [5,3]    | node · 5 · node · 3 · node          | *532     | {\displaystyle A_{5}\times 2} | 120     |

Задания групп, соответствующие описанным выше:
{\displaystyle I:\langle s,t\mid s^{2},t^{3},(st)^{5}\rangle \ }
{\displaystyle I_{h}:\langle s,t\mid s^{3}(st)^{-2},t^{5}(st)^{-2}\rangle .\ }
Это соответствует икосаэдральным группам (вращения и полным), которые являются (2,3,5) группами треугольника.
Первое задание группы дал Гамильтон в 1856 году в своей статье по икосианам.
Заметим, что возможны другие задания, как, например, знакопеременная группа (для I).

### Визуализация
| Шёнфлис (Орбифолд) | Нотация Коксетера | Элементы                    | Зеркальные диаграммы | Зеркальные диаграммы       | Зеркальные диаграммы       | Зеркальные диаграммы       |
| Шёнфлис (Орбифолд) | Нотация Коксетера | Элементы                    | Ортогональная        | Стереографическая проекция | Стереографическая проекция | Стереографическая проекция |
| ------------------ | ----------------- | --------------------------- | -------------------- | -------------------------- | -------------------------- | -------------------------- |
| Ih (*532)          | · [5,3]           | Зеркальных · линий: · 15    |                      |                            |                            |                            |
| I (532)            | · [5,3]+          | Точек вращения: 125 203 302 |                      |                            |                            |                            |

## Структура группы
| |  |
| Рёбра сферического соединения пяти октаэдров представляют 15 плоскостей зеркального отражения в виде больших цветных окружностей. Каждый октаэдр может представлять 3 ортогональных плоскостей зеркального отражения по его рёбрам.                                 |  |
| |  |
| Пиритоэдральная симметрия является подгруппой с индексом 5 икосаэдральной симметрии, с 3 ортогональными зелёными линиями отражений и 8 красных порядка 3 точек вращения. Поскольку подгруппа имеет индекс 5, имеется 5 других ориентаций пиритоэдральной симметрии. |  |

Группа вращений икосаэдра I имеет порядок 60. Группа I изоморфна группе A5, знакопеременной группе чётных перестановок из пяти объектов. Этот изоморфизм может быть реализован путём действия I на различные соединения, в частности на соединение пяти кубов (которое вписано в двенадцатигранник), соединение пяти октаэдров, или одно из двух соединений пяти тетраэдров (которые энантиоморфны и вписаны в двенадцатигранник).
Группа содержит 5 версий Th с 20 версиями D3 (10 осей, 2 на ось), и 6 версий D5.
Полная икосаэдральная группа Ih имеет порядок 120. I является нормальной подгруппы группы Ih индекса 2. Группа Ih изоморфна {\displaystyle I\times Z_{2}}, или {\displaystyle A_{5}\times Z_{2}}, с центральной симметрией, соответствующей (1,-1), где Z2 записывается мультипликативно.
Ih действует на соединение пяти кубов и соединение пяти октаэдров, но −1 действует как тождественный элемент (так как кубы и октаэдры центрально симметричны). Группа действует на соединение десяти тетраэдров — I действует на две хиральные половинки (соединения пяти тетраэдров), а −1 обменивает местами две половинки.
В частности, она не действует как S5 и эти группы не изоморфны, смотрите ниже.
Группа содержит 10 версий D3d и 6 версий D5d (симметрии аналогичные антирпизимам).
I изоморфна также группе PSL2(5), но Ih не изоморфна SL2(5).

### Группы, которые часто путают с группой симметрий икосаэдра
Следующие группы имеют порядок 120, но не изоморфны друг другу:
- S5, симметрическая группа 5 элементов
- Ih, полная икосаэдральная группа (предмет данной статьи, известная также как H3)
- 2I, бинарная группа икосаэдра

Они соответствуют следующим коротким точным последовательностям (последняя из которых не разбивается) и произведению
{\displaystyle 1\to A_{5}\to S_{5}\to Z_{2}\to 1}
{\displaystyle I_{h}=A_{5}\times Z_{2}}
{\displaystyle 1\to Z_{2}\to 2I\to A_{5}\to 1}
Иными словами,
- {\displaystyle A_{5}} является нормальной подгруппой группы {\displaystyle S_{5}}
- {\displaystyle A_{5}} является факторгруппой группы {\displaystyle I_{h}}, которая является прямым произведением
- {\displaystyle A_{5}} является факторгруппой группы {\displaystyle 2I}

Заметим, что {\displaystyle A_{5}} имеет исключительное неприводимое 3-мерное представление (как икосаэдральная группа вращений), но {\displaystyle S_{5}} не имеет неприводимого 3-мерного представления, соответствующего полной икосаэдральной группе, не являющейся симметрической группой.
Их можно соотнести с линейными группами над конечным полем с пятью элементами, которые представляют собой подгруппы накрывающих групп прямо. Ни одна из них не является полной икосаэдральной группой:
- {\displaystyle A_{5}\cong \operatorname {PSL} (2,5),} проективная специальная линейная группа;
- {\displaystyle S_{5}\cong \operatorname {PGL} (2,5),} проективная полная линейная группа;
- {\displaystyle 2I\cong \operatorname {SL} (2,5),} специальная линейная группа.

### Классы сопряжённости
| I | Ih |
| --- | --- |
| - Тождество - {\displaystyle 12\times } вращение на 72°, порядок 5 - {\displaystyle 12\times } вращение на 144°, порядок 5 - {\displaystyle 20\times } вращение на 120°, порядок 3 - {\displaystyle 15\times } вращение на 180°, порядок 2 | - Отражение - {\displaystyle 12\times } зеркальное отражение с вращением на 108°, порядок 10 - {\displaystyle 12\times } зеркальное отражение с вращением на 36°, порядок 10 - {\displaystyle 20\times } r зеркальное отражение с вращением на 60°, порядок 6 - {\displaystyle 15\times } зеркальное отражение, порядок 2 |

### Явное представление матрицами вращений
В контексте вычислений, группа икосаэдральных вращений {\displaystyle I}, описанная выше, может быть представлена следующими 60 матрицами поворота. Оси вращений соответствуют всем циклическим перестановкам {\displaystyle (\pm 1,0,\pm \phi )}, где {\displaystyle \phi ={\tfrac {1+{\sqrt {5}}}{2}}} является золотым сечением. Отражение относительно любой плоскости, проходящей через начало координат, дают полную икосаэдральную группу {\displaystyle I_{h}}. Все эти матрицы могут быть получены, начав с единичной матрицы, последовательным умножением каждой матрицы в наборе на любые из двух произвольных невырожденных матриц, таких как {\displaystyle R_{6}} и {\displaystyle R_{58}}, пока размер множества не перестанет расти.
| {\displaystyle R_{1}={\begin{bmatrix}-1&0&0\\0&-1&0\\0&0&1\\\end{bmatrix}}} {\displaystyle R_{2}={\begin{bmatrix}-1&0&0\\0&1&0\\0&0&-1\\\end{bmatrix}}} {\displaystyle R_{3}={\begin{bmatrix}-{\frac {\phi }{2}}&-{\frac {1}{2\phi }}&-{\frac {1}{2}}\\-{\frac {1}{2\phi }}&-{\frac {1}{2}}&{\frac {\phi }{2}}\\-{\frac {1}{2}}&{\frac {\phi }{2}}&{\frac {1}{2\phi }}\\\end{bmatrix}}} {\displaystyle R_{4}={\begin{bmatrix}-{\frac {\phi }{2}}&{\frac {1}{2\phi }}&{\frac {1}{2}}\\-{\frac {1}{2\phi }}&{\frac {1}{2}}&-{\frac {\phi }{2}}\\-{\frac {1}{2}}&-{\frac {\phi }{2}}&-{\frac {1}{2\phi }}\\\end{bmatrix}}} {\displaystyle R_{5}={\begin{bmatrix}-{\frac {\phi }{2}}&-{\frac {1}{2\phi }}&{\frac {1}{2}}\\-{\frac {1}{2\phi }}&-{\frac {1}{2}}&-{\frac {\phi }{2}}\\{\frac {1}{2}}&-{\frac {\phi }{2}}&{\frac {1}{2\phi }}\\\end{bmatrix}}} {\displaystyle R_{6}={\begin{bmatrix}-{\frac {\phi }{2}}&{\frac {1}{2\phi }}&-{\frac {1}{2}}\\-{\frac {1}{2\phi }}&{\frac {1}{2}}&{\frac {\phi }{2}}\\{\frac {1}{2}}&{\frac {\phi }{2}}&-{\frac {1}{2\phi }}\\\end{bmatrix}}} {\displaystyle R_{7}={\begin{bmatrix}-{\frac {\phi }{2}}&-{\frac {1}{2\phi }}&{\frac {1}{2}}\\{\frac {1}{2\phi }}&{\frac {1}{2}}&{\frac {\phi }{2}}\\-{\frac {1}{2}}&{\frac {\phi }{2}}&-{\frac {1}{2\phi }}\\\end{bmatrix}}} {\displaystyle R_{8}={\begin{bmatrix}-{\frac {\phi }{2}}&{\frac {1}{2\phi }}&-{\frac {1}{2}}\\{\frac {1}{2\phi }}&-{\frac {1}{2}}&-{\frac {\phi }{2}}\\-{\frac {1}{2}}&-{\frac {\phi }{2}}&{\frac {1}{2\phi }}\\\end{bmatrix}}} {\displaystyle R_{9}={\begin{bmatrix}-{\frac {\phi }{2}}&-{\frac {1}{2\phi }}&-{\frac {1}{2}}\\{\frac {1}{2\phi }}&{\frac {1}{2}}&-{\frac {\phi }{2}}\\{\frac {1}{2}}&-{\frac {\phi }{2}}&-{\frac {1}{2\phi }}\\\end{bmatrix}}} {\displaystyle R_{10}={\begin{bmatrix}-{\frac {\phi }{2}}&{\frac {1}{2\phi }}&{\frac {1}{2}}\\{\frac {1}{2\phi }}&-{\frac {1}{2}}&{\frac {\phi }{2}}\\{\frac {1}{2}}&{\frac {\phi }{2}}&{\frac {1}{2\phi }}\\\end{bmatrix}}} {\displaystyle R_{11}={\begin{bmatrix}-{\frac {1}{2}}&-{\frac {\phi }{2}}&-{\frac {1}{2\phi }}\\-{\frac {\phi }{2}}&{\frac {1}{2\phi }}&{\frac {1}{2}}\\-{\frac {1}{2\phi }}&{\frac {1}{2}}&-{\frac {\phi }{2}}\\\end{bmatrix}}} {\displaystyle R_{12}={\begin{bmatrix}-{\frac {1}{2}}&{\frac {\phi }{2}}&{\frac {1}{2\phi }}\\-{\frac {\phi }{2}}&-{\frac {1}{2\phi }}&-{\frac {1}{2}}\\-{\frac {1}{2\phi }}&-{\frac {1}{2}}&{\frac {\phi }{2}}\\\end{bmatrix}}} {\displaystyle R_{13}={\begin{bmatrix}-{\frac {1}{2}}&-{\frac {\phi }{2}}&{\frac {1}{2\phi }}\\-{\frac {\phi }{2}}&{\frac {1}{2\phi }}&-{\frac {1}{2}}\\{\frac {1}{2\phi }}&-{\frac {1}{2}}&-{\frac {\phi }{2}}\\\end{bmatrix}}} {\displaystyle R_{14}={\begin{bmatrix}-{\frac {1}{2}}&{\frac {\phi }{2}}&-{\frac {1}{2\phi }}\\-{\frac {\phi }{2}}&-{\frac {1}{2\phi }}&{\frac {1}{2}}\\{\frac {1}{2\phi }}&{\frac {1}{2}}&{\frac {\phi }{2}}\\\end{bmatrix}}} {\displaystyle R_{15}={\begin{bmatrix}-{\frac {1}{2}}&-{\frac {\phi }{2}}&{\frac {1}{2\phi }}\\{\frac {\phi }{2}}&-{\frac {1}{2\phi }}&{\frac {1}{2}}\\-{\frac {1}{2\phi }}&{\frac {1}{2}}&{\frac {\phi }{2}}\\\end{bmatrix}}} {\displaystyle R_{16}={\begin{bmatrix}-{\frac {1}{2}}&{\frac {\phi }{2}}&-{\frac {1}{2\phi }}\\{\frac {\phi }{2}}&{\frac {1}{2\phi }}&-{\frac {1}{2}}\\-{\frac {1}{2\phi }}&-{\frac {1}{2}}&-{\frac {\phi }{2}}\\\end{bmatrix}}} {\displaystyle R_{17}={\begin{bmatrix}-{\frac {1}{2}}&-{\frac {\phi }{2}}&-{\frac {1}{2\phi }}\\{\frac {\phi }{2}}&-{\frac {1}{2\phi }}&-{\frac {1}{2}}\\{\frac {1}{2\phi }}&-{\frac {1}{2}}&{\frac {\phi }{2}}\\\end{bmatrix}}} {\displaystyle R_{18}={\begin{bmatrix}-{\frac {1}{2}}&{\frac {\phi }{2}}&{\frac {1}{2\phi }}\\{\frac {\phi }{2}}&{\frac {1}{2\phi }}&{\frac {1}{2}}\\{\frac {1}{2\phi }}&{\frac {1}{2}}&-{\frac {\phi }{2}}\\\end{bmatrix}}} {\displaystyle R_{19}={\begin{bmatrix}-{\frac {1}{2\phi }}&-{\frac {1}{2}}&{\frac {\phi }{2}}\\-{\frac {1}{2}}&{\frac {\phi }{2}}&{\frac {1}{2\phi }}\\-{\frac {\phi }{2}}&-{\frac {1}{2\phi }}&-{\frac {1}{2}}\\\end{bmatrix}}} {\displaystyle R_{20}={\begin{bmatrix}-{\frac {1}{2\phi }}&{\frac {1}{2}}&-{\frac {\phi }{2}}\\-{\frac {1}{2}}&-{\frac {\phi }{2}}&-{\frac {1}{2\phi }}\\-{\frac {\phi }{2}}&{\frac {1}{2\phi }}&{\frac {1}{2}}\\\end{bmatrix}}} {\displaystyle R_{21}={\begin{bmatrix}-{\frac {1}{2\phi }}&-{\frac {1}{2}}&-{\frac {\phi }{2}}\\-{\frac {1}{2}}&{\frac {\phi }{2}}&-{\frac {1}{2\phi }}\\{\frac {\phi }{2}}&{\frac {1}{2\phi }}&-{\frac {1}{2}}\\\end{bmatrix}}} {\displaystyle R_{22}={\begin{bmatrix}-{\frac {1}{2\phi }}&{\frac {1}{2}}&{\frac {\phi }{2}}\\-{\frac {1}{2}}&-{\frac {\phi }{2}}&{\frac {1}{2\phi }}\\{\frac {\phi }{2}}&-{\frac {1}{2\phi }}&{\frac {1}{2}}\\\end{bmatrix}}} {\displaystyle R_{23}={\begin{bmatrix}-{\frac {1}{2\phi }}&-{\frac {1}{2}}&-{\frac {\phi }{2}}\\{\frac {1}{2}}&-{\frac {\phi }{2}}&{\frac {1}{2\phi }}\\-{\frac {\phi }{2}}&-{\frac {1}{2\phi }}&{\frac {1}{2}}\\\end{bmatrix}}} {\displaystyle R_{24}={\begin{bmatrix}-{\frac {1}{2\phi }}&{\frac {1}{2}}&{\frac {\phi }{2}}\\{\frac {1}{2}}&{\frac {\phi }{2}}&-{\frac {1}{2\phi }}\\-{\frac {\phi }{2}}&{\frac {1}{2\phi }}&-{\frac {1}{2}}\\\end{bmatrix}}} {\displaystyle R_{25}={\begin{bmatrix}-{\frac {1}{2\phi }}&-{\frac {1}{2}}&{\frac {\phi }{2}}\\{\frac {1}{2}}&-{\frac {\phi }{2}}&-{\frac {1}{2\phi }}\\{\frac {\phi }{2}}&{\frac {1}{2\phi }}&{\frac {1}{2}}\\\end{bmatrix}}} {\displaystyle R_{26}={\begin{bmatrix}-{\frac {1}{2\phi }}&{\frac {1}{2}}&-{\frac {\phi }{2}}\\{\frac {1}{2}}&{\frac {\phi }{2}}&{\frac {1}{2\phi }}\\{\frac {\phi }{2}}&-{\frac {1}{2\phi }}&-{\frac {1}{2}}\\\end{bmatrix}}} {\displaystyle R_{27}={\begin{bmatrix}0&0&1\\-1&0&0\\0&-1&0\\\end{bmatrix}}} {\displaystyle R_{28}={\begin{bmatrix}0&0&-1\\-1&0&0\\0&1&0\\\end{bmatrix}}} {\displaystyle R_{29}={\begin{bmatrix}0&-1&0\\0&0&1\\-1&0&0\\\end{bmatrix}}} {\displaystyle R_{30}={\begin{bmatrix}0&1&0\\0&0&-1\\-1&0&0\\\end{bmatrix}}} | {\displaystyle R_{31}={\begin{bmatrix}0&-1&0\\0&0&-1\\1&0&0\\\end{bmatrix}}} {\displaystyle R_{32}={\begin{bmatrix}0&1&0\\0&0&1\\1&0&0\\\end{bmatrix}}} {\displaystyle R_{33}={\begin{bmatrix}0&0&-1\\1&0&0\\0&-1&0\\\end{bmatrix}}} {\displaystyle R_{34}={\begin{bmatrix}0&0&1\\1&0&0\\0&1&0\\\end{bmatrix}}} {\displaystyle R_{35}={\begin{bmatrix}{\frac {1}{2\phi }}&-{\frac {1}{2}}&-{\frac {\phi }{2}}\\-{\frac {1}{2}}&-{\frac {\phi }{2}}&{\frac {1}{2\phi }}\\-{\frac {\phi }{2}}&{\frac {1}{2\phi }}&-{\frac {1}{2}}\\\end{bmatrix}}} {\displaystyle R_{36}={\begin{bmatrix}{\frac {1}{2\phi }}&{\frac {1}{2}}&{\frac {\phi }{2}}\\-{\frac {1}{2}}&{\frac {\phi }{2}}&-{\frac {1}{2\phi }}\\-{\frac {\phi }{2}}&-{\frac {1}{2\phi }}&{\frac {1}{2}}\\\end{bmatrix}}} {\displaystyle R_{37}={\begin{bmatrix}{\frac {1}{2\phi }}&-{\frac {1}{2}}&{\frac {\phi }{2}}\\-{\frac {1}{2}}&-{\frac {\phi }{2}}&-{\frac {1}{2\phi }}\\{\frac {\phi }{2}}&-{\frac {1}{2\phi }}&-{\frac {1}{2}}\\\end{bmatrix}}} {\displaystyle R_{38}={\begin{bmatrix}{\frac {1}{2\phi }}&{\frac {1}{2}}&-{\frac {\phi }{2}}\\-{\frac {1}{2}}&{\frac {\phi }{2}}&{\frac {1}{2\phi }}\\{\frac {\phi }{2}}&{\frac {1}{2\phi }}&{\frac {1}{2}}\\\end{bmatrix}}} {\displaystyle R_{39}={\begin{bmatrix}{\frac {1}{2\phi }}&-{\frac {1}{2}}&{\frac {\phi }{2}}\\{\frac {1}{2}}&{\frac {\phi }{2}}&{\frac {1}{2\phi }}\\-{\frac {\phi }{2}}&{\frac {1}{2\phi }}&{\frac {1}{2}}\\\end{bmatrix}}} {\displaystyle R_{40}={\begin{bmatrix}{\frac {1}{2\phi }}&{\frac {1}{2}}&-{\frac {\phi }{2}}\\{\frac {1}{2}}&-{\frac {\phi }{2}}&-{\frac {1}{2\phi }}\\-{\frac {\phi }{2}}&-{\frac {1}{2\phi }}&-{\frac {1}{2}}\\\end{bmatrix}}} {\displaystyle R_{41}={\begin{bmatrix}{\frac {1}{2\phi }}&-{\frac {1}{2}}&-{\frac {\phi }{2}}\\{\frac {1}{2}}&{\frac {\phi }{2}}&-{\frac {1}{2\phi }}\\{\frac {\phi }{2}}&-{\frac {1}{2\phi }}&{\frac {1}{2}}\\\end{bmatrix}}} {\displaystyle R_{42}={\begin{bmatrix}{\frac {1}{2\phi }}&{\frac {1}{2}}&{\frac {\phi }{2}}\\{\frac {1}{2}}&-{\frac {\phi }{2}}&{\frac {1}{2\phi }}\\{\frac {\phi }{2}}&{\frac {1}{2\phi }}&-{\frac {1}{2}}\\\end{bmatrix}}} {\displaystyle R_{43}={\begin{bmatrix}{\frac {1}{2}}&-{\frac {\phi }{2}}&{\frac {1}{2\phi }}\\-{\frac {\phi }{2}}&-{\frac {1}{2\phi }}&{\frac {1}{2}}\\-{\frac {1}{2\phi }}&-{\frac {1}{2}}&-{\frac {\phi }{2}}\\\end{bmatrix}}} {\displaystyle R_{44}={\begin{bmatrix}{\frac {1}{2}}&{\frac {\phi }{2}}&-{\frac {1}{2\phi }}\\-{\frac {\phi }{2}}&{\frac {1}{2\phi }}&-{\frac {1}{2}}\\-{\frac {1}{2\phi }}&{\frac {1}{2}}&{\frac {\phi }{2}}\\\end{bmatrix}}} {\displaystyle R_{45}={\begin{bmatrix}{\frac {1}{2}}&-{\frac {\phi }{2}}&-{\frac {1}{2\phi }}\\-{\frac {\phi }{2}}&-{\frac {1}{2\phi }}&-{\frac {1}{2}}\\{\frac {1}{2\phi }}&{\frac {1}{2}}&-{\frac {\phi }{2}}\\\end{bmatrix}}} {\displaystyle R_{46}={\begin{bmatrix}{\frac {1}{2}}&{\frac {\phi }{2}}&{\frac {1}{2\phi }}\\-{\frac {\phi }{2}}&{\frac {1}{2\phi }}&{\frac {1}{2}}\\{\frac {1}{2\phi }}&-{\frac {1}{2}}&{\frac {\phi }{2}}\\\end{bmatrix}}} {\displaystyle R_{47}={\begin{bmatrix}{\frac {1}{2}}&-{\frac {\phi }{2}}&-{\frac {1}{2\phi }}\\{\frac {\phi }{2}}&{\frac {1}{2\phi }}&{\frac {1}{2}}\\-{\frac {1}{2\phi }}&-{\frac {1}{2}}&{\frac {\phi }{2}}\\\end{bmatrix}}} {\displaystyle R_{48}={\begin{bmatrix}{\frac {1}{2}}&{\frac {\phi }{2}}&{\frac {1}{2\phi }}\\{\frac {\phi }{2}}&-{\frac {1}{2\phi }}&-{\frac {1}{2}}\\-{\frac {1}{2\phi }}&{\frac {1}{2}}&-{\frac {\phi }{2}}\\\end{bmatrix}}} {\displaystyle R_{49}={\begin{bmatrix}{\frac {1}{2}}&-{\frac {\phi }{2}}&{\frac {1}{2\phi }}\\{\frac {\phi }{2}}&{\frac {1}{2\phi }}&-{\frac {1}{2}}\\{\frac {1}{2\phi }}&{\frac {1}{2}}&{\frac {\phi }{2}}\\\end{bmatrix}}} {\displaystyle R_{50}={\begin{bmatrix}{\frac {1}{2}}&{\frac {\phi }{2}}&-{\frac {1}{2\phi }}\\{\frac {\phi }{2}}&-{\frac {1}{2\phi }}&{\frac {1}{2}}\\{\frac {1}{2\phi }}&-{\frac {1}{2}}&-{\frac {\phi }{2}}\\\end{bmatrix}}} {\displaystyle R_{51}={\begin{bmatrix}{\frac {\phi }{2}}&-{\frac {1}{2\phi }}&{\frac {1}{2}}\\-{\frac {1}{2\phi }}&{\frac {1}{2}}&{\frac {\phi }{2}}\\-{\frac {1}{2}}&-{\frac {\phi }{2}}&{\frac {1}{2\phi }}\\\end{bmatrix}}} {\displaystyle R_{52}={\begin{bmatrix}{\frac {\phi }{2}}&{\frac {1}{2\phi }}&-{\frac {1}{2}}\\-{\frac {1}{2\phi }}&-{\frac {1}{2}}&-{\frac {\phi }{2}}\\-{\frac {1}{2}}&{\frac {\phi }{2}}&-{\frac {1}{2\phi }}\\\end{bmatrix}}} {\displaystyle R_{53}={\begin{bmatrix}{\frac {\phi }{2}}&-{\frac {1}{2\phi }}&-{\frac {1}{2}}\\-{\frac {1}{2\phi }}&{\frac {1}{2}}&-{\frac {\phi }{2}}\\{\frac {1}{2}}&{\frac {\phi }{2}}&{\frac {1}{2\phi }}\\\end{bmatrix}}} {\displaystyle R_{54}={\begin{bmatrix}{\frac {\phi }{2}}&{\frac {1}{2\phi }}&{\frac {1}{2}}\\-{\frac {1}{2\phi }}&-{\frac {1}{2}}&{\frac {\phi }{2}}\\{\frac {1}{2}}&-{\frac {\phi }{2}}&-{\frac {1}{2\phi }}\\\end{bmatrix}}} {\displaystyle R_{55}={\begin{bmatrix}{\frac {\phi }{2}}&-{\frac {1}{2\phi }}&-{\frac {1}{2}}\\{\frac {1}{2\phi }}&-{\frac {1}{2}}&{\frac {\phi }{2}}\\-{\frac {1}{2}}&-{\frac {\phi }{2}}&-{\frac {1}{2\phi }}\\\end{bmatrix}}} {\displaystyle R_{56}={\begin{bmatrix}{\frac {\phi }{2}}&{\frac {1}{2\phi }}&{\frac {1}{2}}\\{\frac {1}{2\phi }}&{\frac {1}{2}}&-{\frac {\phi }{2}}\\-{\frac {1}{2}}&{\frac {\phi }{2}}&{\frac {1}{2\phi }}\\\end{bmatrix}}} {\displaystyle R_{57}={\begin{bmatrix}{\frac {\phi }{2}}&-{\frac {1}{2\phi }}&{\frac {1}{2}}\\{\frac {1}{2\phi }}&-{\frac {1}{2}}&-{\frac {\phi }{2}}\\{\frac {1}{2}}&{\frac {\phi }{2}}&-{\frac {1}{2\phi }}\\\end{bmatrix}}} {\displaystyle R_{58}={\begin{bmatrix}{\frac {\phi }{2}}&{\frac {1}{2\phi }}&-{\frac {1}{2}}\\{\frac {1}{2\phi }}&{\frac {1}{2}}&{\frac {\phi }{2}}\\{\frac {1}{2}}&-{\frac {\phi }{2}}&{\frac {1}{2\phi }}\\\end{bmatrix}}} {\displaystyle R_{59}={\begin{bmatrix}1&0&0\\0&-1&0\\0&0&-1\\\end{bmatrix}}} {\displaystyle R_{60}={\begin{bmatrix}1&0&0\\0&1&0\\0&0&1\\\end{bmatrix}}} |

### Подгруппы с полной икосаэдральной симметрией

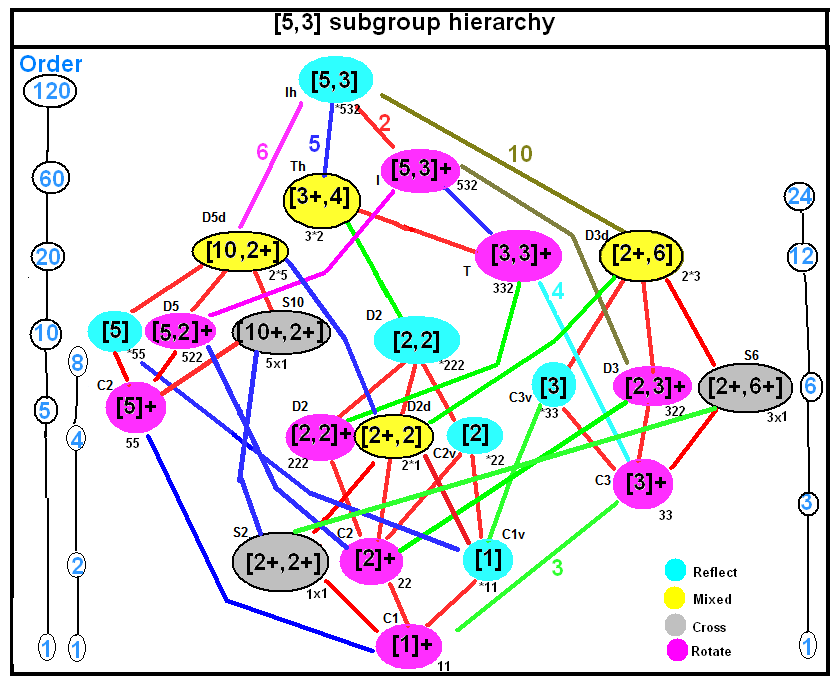
Связь подгрупп

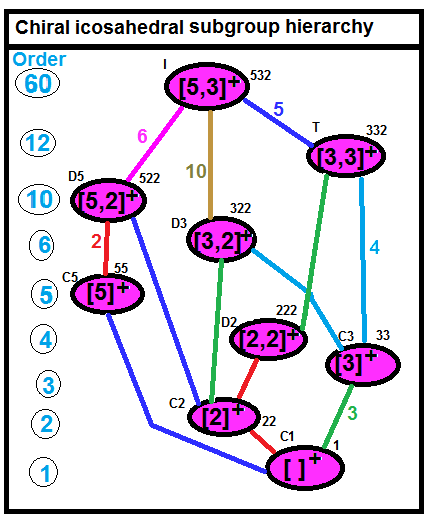
Связь хиральных подгрупп

| Шёнфлис                       | Коксетер | Коксетер                             | Орбифолд                 | Г-М    | Структура                                                            | Циклы | Порядок | Индекс |
| ----------------------------- | -------- | ------------------------------------ | ------------------------ | ------ | -------------------------------------------------------------------- | ----- | ------- | ------ |
| Ih                            | [5,3]    | node · 5 · node · 3 · node           | *532                     | 532/m  | A5{\displaystyle \times Z_{2}}                                       |       | 120     | 1      |
| D2h                           | [2,2]    | node · 2 · node · 2 · node           | *222                     | mmm    | Dih2{\displaystyle \times \mathrm {Dih} _{1}=\mathrm {Dih} _{1}^{3}} |       | 8       | 15     |
| C5v                           | [5]      | node · 5 · node                      | *55                      | 5m     | Dih5                                                                 |       | 10      | 12     |
| C3v                           | [3]      | node · 3 · node                      | *33                      | 3m     | Dih3=S3                                                              |       | 6       | 20     |
| C2v                           | [2]      | node · 2 · node                      | *22                      | 2mm    | Dih2=Dih12                                                           |       | 4       | 30     |
| Cs                            | [ ]      | node                                 | *                        | 2 or m | Dih1                                                                 |       | 2       | 60     |
| Th                            | [3+,4]   | node_h2 · 3 · node_h2 · 4 · node     | 3*2                      | m3     | {\displaystyle A_{4}\times Z_{2}}                                    |       | 24      | 5      |
| D5d                           | [2+,10]  | node_h2 · 2 · node_h2 · 10 · node    | 2*5                      | 10m2   | {\displaystyle \mathrm {Dih} _{10}=Z_{2}\times \mathrm {Dih} _{5}}   |       | 20      | 6      |
| D3d                           | [2+,6]   | node_h2 · 2 · node_h2 · 6 · node     | 2*3                      | 3m     | {\displaystyle \mathrm {Dih} _{6}=Z_{2}\times \mathrm {Dih} _{3}}    |       | 12      | 10     |
| {\displaystyle D_{1d}=C_{2h}} | [2+,2]   | node_h2 · 2 · node_h2 · 2 · node     | 2*                       | 2/m    | Dih2=Z2{\displaystyle \times \mathrm {Dih} _{1}}                     |       | 4       | 30     |
| S10                           | [2+,10+] | node_h2 · 2 · node_h4 · 10 · node_h2 | {\displaystyle 5\times } | 5      | {\displaystyle Z_{10}=Z_{2}\times Z_{5}}                             |       | 10      | 12     |
| S6                            | [2+,6+]  | node_h2 · 2 · node_h4 · 6 · node_h2  | {\displaystyle 3\times } | 3      | {\displaystyle Z_{6}=Z_{2}\times Z_{3}}                              |       | 6       | 20     |
| S2                            | [2+,2+]  | node_h2 · 2 · node_h4 · 2 · node_h2  | {\displaystyle \times }  | 1      | {\displaystyle Z_{2}}                                                |       | 2       | 60     |
| I                             | [5,3]+   | node_h2 · 5 · node_h2 · 3 · node_h2  | 532                      | 532    | A5                                                                   |       | 60      | 2      |
| T                             | [3,3]+   | node_h2 · 3 · node_h2 · 3 · node_h2  | 332                      | 332    | A4                                                                   |       | 12      | 10     |
| D5                            | [2,5]+   | node_h2 · 2 · node_h2 · 5 · node_h2  | 522                      | 522    | Dih5                                                                 |       | 10      | 12     |
| D3                            | [2,3]+   | node_h2 · 2 · node_h2 · 3 · node_h2  | 322                      | 322    | Dih3=S3                                                              |       | 6       | 20     |
| D2                            | [2,2]+   | node_h2 · 2 · node_h2 · 2 · node_h2  | 222                      | 222    | {\displaystyle \mathrm {Dih} _{2}=Z_{2}^{2}}                         |       | 4       | 30     |
| C5                            | [5]+     | node_h2 · 5 · node_h2                | 55                       | 5      | {\displaystyle Z_{5}}                                                |       | 5       | 24     |
| C3                            | [3]+     | node_h2 · 3 · node_h2                | 33                       | 3      | {\displaystyle Z_{3}=A_{3}}                                          |       | 3       | 40     |
| C2                            | [2]+     | node_h2 · 2 · node_h2                | 22                       | 2      | {\displaystyle Z_{2}}                                                |       | 2       | 60     |
| C1                            | [ ]+     | node_h2                              | 11                       | 1      | {\displaystyle Z_{1}}                                                |       | 1       | 120    |

Все эти классы подгрупп сопряжены (то есть все стабилизаторы вершин сопряжены) и допускают геометрическую интерпретацию.
Заметим, что стабилизатор вершины/ребра/грани/многогранника и его противоположный равны.

#### Стабилизаторы вершин
Стабилизаторы противоположных пар вершин можно интерпретировать как стабилизаторы осей, которые они образуют.
- стабилизаторы вершин в I дают циклические группы C3
- стабилизаторы вершин в Ih дают диэдральные группы[англ.] D3
- стабилизаторы противоположных пар вершин в I дают диэдральные группы D3
- стабилизаторы противоположных пар вершин в Ih дают {\displaystyle D_{3}\times \pm 1}

#### Стабилизаторы рёбер
Стабилизаторы противоположных пар рёбер можно интерпретировать как стабилизаторы прямоугольника, который они образуют.
- Стабилизаторы рёбер в I дают циклические группы Z2
- Стабилизаторы рёбер в Ih дают четверные группы Клейна {\displaystyle Z_{2}\times Z_{2}}
- стабилизаторы пар рёбер в I дают четверные группы Клейна {\displaystyle Z_{2}\times Z_{2}}. Существует 5 из них, задаваемых вращением на 180° в 3 перпендикулярных осях.
- стабилизаторы пар рёбер в Ih дают {\displaystyle Z_{2}\times Z_{2}\times Z_{2}}. Существует 5 таких, и они задаются отражениями относительно 3 перпендикулярных осей.

#### Стабилизаторы граней
Стабилизаторы противоположных пар граней можно интерпретировать как стабилизаторы антипризмы, которую они порождают.
- стабилизаторы граней в I дают циклические группы C5
- стабилизаторы граней в Ih дают диэдральные группы D5
- стабилизаторы противоположных пар граней в I дают диэдральные группы D5
- стабилизаторы противоположных пар граней в Ih дают {\displaystyle D_{5}\times \pm 1}

#### Стабилизаторы многогранников
Для каждого из них есть 5 сопряжённых копий и операция сопряжения образует отображение, фактически, изоморфизм {\displaystyle I{\stackrel {\sim }{\to }}A_{5}<S_{5}}.
- стабилизаторы вписанного тетраэдра в I являются копией T
- стабилизаторы вписанного тетраэдра в Ih являются копией T
- стабилизаторы вписанных кубов (или противоположные пары тетраэдров или октаэдров) в I являются копиями T
- стабилизаторы вписанных кубов (или противоположные пары тетраэдров или октаэдров) в Ih являются копиями Th

## Фундаментальная область
Фундаментальные области для икосаэдральной группы вращений и полная икосаэдральная группа задаются как:
| икосаэдральная группа вращений I | Полная икосаэдральная группа Ih | Грани гекзакисикосаэдра являются фундаментальными областями |

В гекзакисикосаэдре одна полная грань является фундаментальной областью. Другие тела с той же симметрией могут быть получены путём настройкой ориентации граней, например, выравниванием выбранного подмножества граней с последующим объединением каждого подмножества в грань, или путём замены каждой грани на несколько граней, или путём создания неплоской поверхности.

## Многогранники с икосаэдральной симметрией

### Хиральные многогранники
| Класс      | Символы      | Рисунок |
| ---------- | ------------ | ------- |
| Архимедовы | sr{5,3} ·    |         |
| Каталановы | V3.3.3.3.5 · |         |

### Полная икосаэдральная симметрия
| Правильный многогранник | Тела Кеплера — Пуансо | Тела Кеплера — Пуансо | Архимедовы тела | Архимедовы тела | Архимедовы тела | Архимедовы тела | Архимедовы тела |
| ----------------------- | --------------------- | --------------------- | --------------- | --------------- | --------------- | --------------- | --------------- |
| · {5,3} ·               | · {5/2,5} ·           | · {5/2,3} ·           | · t{5,3} ·      | · t{3,5} ·      | · r{3,5} ·      | · rr{3,5} ·     | · tr{3,5} ·     |
| Правильный многогранник | Тела Кеплера — Пуансо | Тела Кеплера — Пуансо | Каталановы тела | Каталановы тела | Каталановы тела | Каталановы тела | Каталановы тела |
| · {3,5} · =             | · {5,5/2} · =         | · {3,5/2} · =         | · V3.10.10 ·    | · V5.6.6 ·      | · V3.5.3.5 ·    | · V3.4.5.4 ·    | · V4.6.10 ·     |

## Другие объекты с икосаэдральной симметрией
Примеры икосоэдральной симметрии
- Поверхности Барта[англ.]
- Структура вируса и Капсиды
- В химии ион додекабората[англ.] ([B12H12]2−) и молекула додекаэдрана (C20H20)

### Жидкие кристаллы с икосаэдральной симметрией
Для промежуточного стояния вещества, называемого жидкими кристаллами, существование икосаэдральной симметрии предположили Х. Кляйнерт и К. Маки и впервые детально проанализировали структуру этих кристаллов. См. обзор статьи здесь.
В алюминии икосаэдральную структуру обнаружил тремя годами позже Дан Шехтман, что принесло ему Нобелевскую премию в 2011 году.

## Связанные геометрии
Группа симметрий икосаэдра эквивалентна проективной специальной линейной группе PSL(2,5) и является группой симметрии модулярной кривой X(5). Помимо этого, группа PSL(2,p) является группой симметрии модулярной кривой X(p). Модулярная кривая X(5) геометрически является двенадцатигранником с каспом в центре каждой грани и имеет соответствующую группу симметрии.
Эту геометрию и ассоциированную группу симметрии изучал Феликс Кляйн как группы монодромии поверхности Белого — римановы поверхности с голоморфным отображением в риманову сферу, разветвлённым в 0, 1 и бесконечности — каспы являются точками на бесконечности, в то время как вершины и центры каждого ребра лежат на 0 и 1. Степень накрытия (число листов) равно 5.
Это возникает из его попыток дать геометрическое обоснование, почему икосаэдральная симметрия появляется в решении уравнения пятой степени в теории из знаменитой статьи Кляйна. Современное описание дано в статье Тота.
Исследования Кляйна продолжились с его открытием симметрий 7 и 11 порядков в статьях 1878-1879 годов (и ассоциированных накрытий степени 7 и 11) и dessins d'enfants (так называемых «детских рисунков»), давших первые появления квартик Кляйна, ассоциированная геометрия которых имеет мозаику из 24 семиугольников (с каспом в центре каждого семиугольника).
Подобные геометрии случаются для групп PSL(2,n) и более общих групп для других модулярных кривых.
Более экзотичное проявление, существует особая связь между группами PSL(2,5) (порядка 60), PSL(2,7) (порядка 168) и PSL(2,11) (порядка 660), которые также допускают геометрические интерпретации — PSL(2,5) является симметриями икосаэдра (род 0), PSL(2,7) — квартики Клейна (род 3), а PSL(2,11) — поверхности фуллерона (род 70). Эти группы образуют «троицу» в терминологии В. И. Арнольда, что даёт основу для различных связей. См. подробнее в статье «Троицы».
Также группа симметрий икосаэдра тесно связана с другими группами симметрий правильных многогранников.